# Gonsenheim

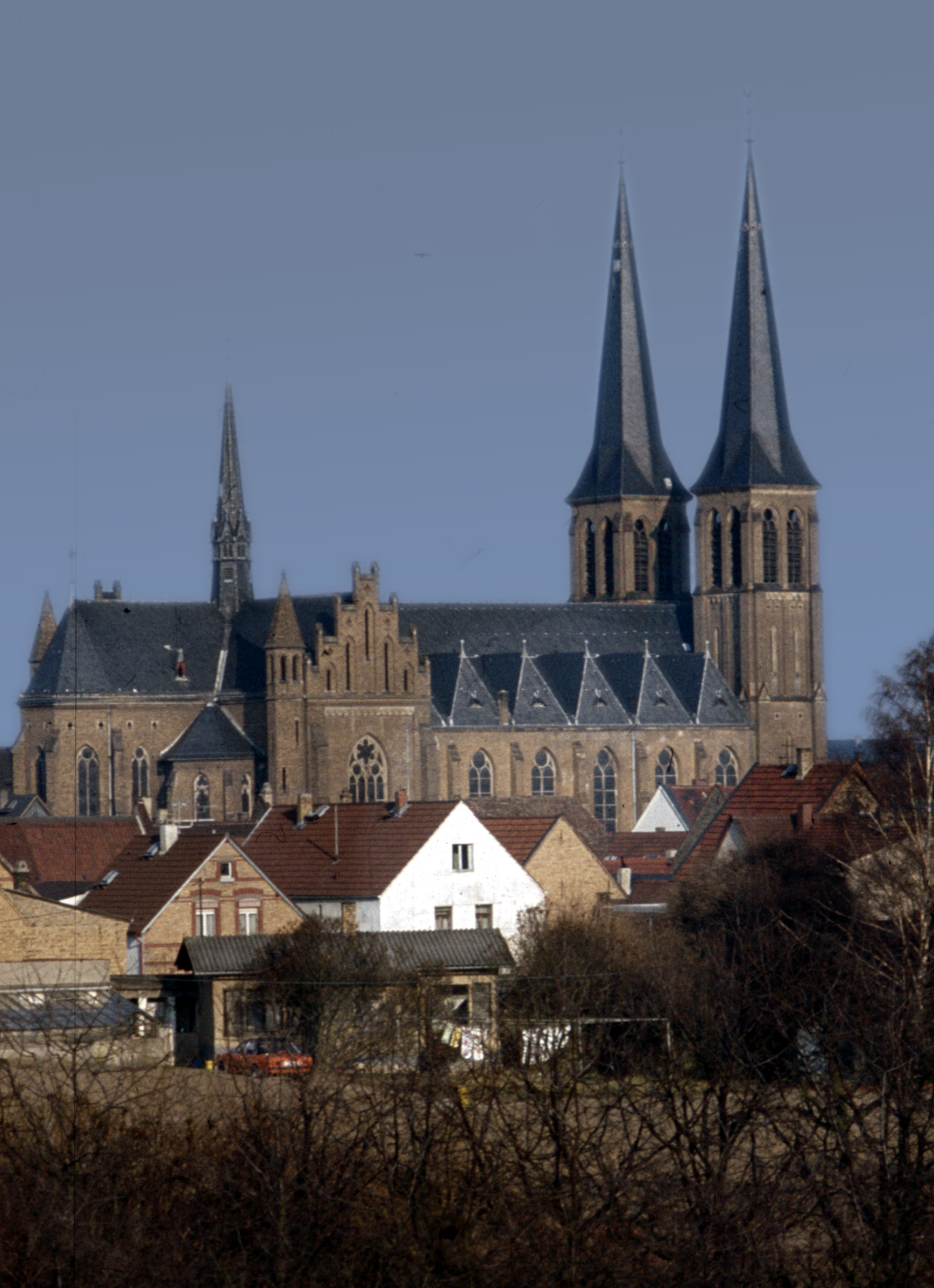

Gonsenheim, Mainz-Gonsenheim – okręg administracyjny Moguncji, w Niemczech, w kraju związkowym Nadrenia-Palatynat. W czerwcu 2024 roku okręg zamieszkiwało 25 515 osób.